# Siegfried Emmo Eulen
Siegfried Emmo Eulen (* 23. September 1890 in Cloppenburg; † 20. Januar 1945 in Weeze) war Gründer des Volksbunds Deutsche Kriegsgräberfürsorge und von 1933 bis 1945 dessen Präsident.

## Leben
Als Sohn eines Amtmanns geboren, studierte Eulen nach dem Besuch der Oberrealschule in Oldenburg Germanistik und Philosophie in Freiburg und Heidelberg. Während seines Studiums wurde er 1909 Mitglied der Freiburger Burschenschaft Teutonia. Er war Mitglied des Wandervogels. 1914 wurde er zum Dr. phil. promoviert. Am Ersten Weltkrieg nahm er von 1914 bis 1918 teil. Seit 1917 war er Offizier der Kriegsgräberverwaltung in Polen, Galizien und der Türkei.

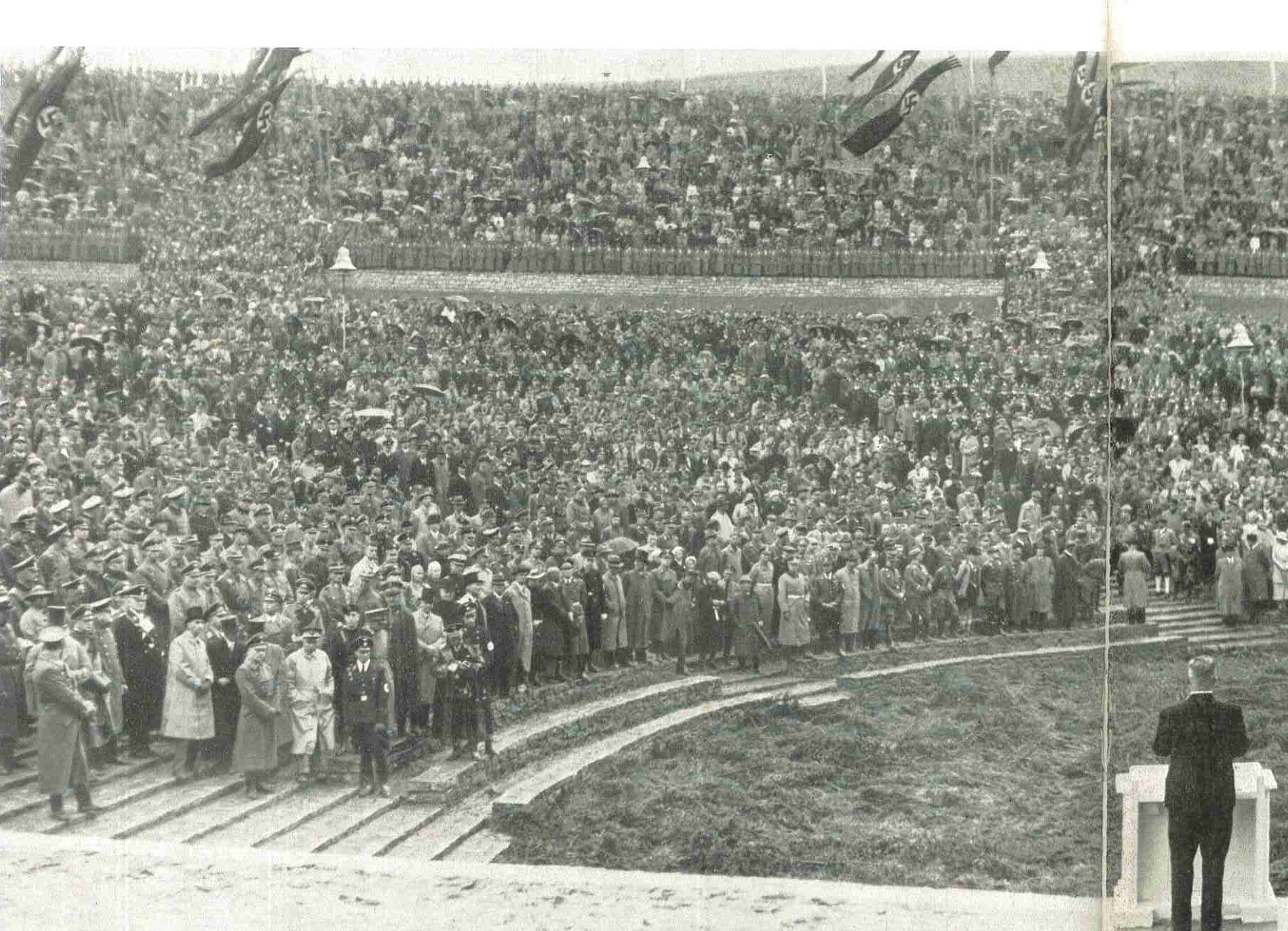
Euler als Redner anlässlich der Eröffnung des Ehrenmals Annaberg

Im Jahr 1919 gründete er den Volksbund Deutsche Kriegsgräberfürsorge (VDK) mit, dem er als Präsident 1933 bis 1945 vorstand. Zum 1. Juli 1933 trat Eulen der NSDAP bei (Mitgliedsnummer 1.595.839). Ende des Jahres schrieb Eulen, im deutschen Volk herrsche nun Jubel und Hoffnung „wie noch nie“. Das „Dritte Reich“ hätten alle ersehnt und erkämpft. „Die freiwillige Gleichschaltung des Volksbundes mit dem NS-Regime im Dezember 1933 war die logische Konsequenz.“ Eulen, inzwischen "Bundesführer" des VDK, intervenierte bei Propagandaminister Joseph Goebbels zur 1934 erfolgten Umbenennung des Volkstrauertags in Heldengedenktag. Denn dieser Tag, so Eulens Begründung, durfte „auf die Dauer nicht ein Tag der Trauer sein, sondern muß ein Tag der Erhebung werden, ein Tag des Hoffens auf das Aufgehen der blutigen Saat“. 1936 schrieb er: „Als ich vor siebzehn Jahren den Volksbund gründete, schwebten mir die Ziele vor: die heldische Lebensauffassung im deutschen Volke wieder zu erwecken; die Ehrenstätten unserer Gefallenen in aller Welt zu Mahnmalen deutscher Art auszugestalten und die Opferbereiten zu einer Gemeinschaft im Volksbund zu sammeln. Diese Ziele waren den art- und volksfremden Machthabern des Jahres 1919 nicht genehm.“
1939 bis 1945 nahm er am Zweiten Weltkrieg teil, an dessen Ende er einer Kriegsverletzung erlag. Eulen war verheiratet und Vater eines Sohnes und einer Tochter.

## Ehrungen
Im Ersten Weltkrieg wurde er mit dem Eisernen Kreuz 1. und 2. Klasse ausgezeichnet. In Weeze wurde die Siegfried-Eulen-Straße nach ihm benannt. Von 1952 bis 1963 vergab der Volksbund als seine höchste Auszeichnung die Siegfried-Emmo-Eulen-Plakette.